# Make 5 Wishes
Make 5 Wishes — комикс в стиле манга, созданный Джошуа Дизартом и художницей Камиллой Д’Эррико, одним из главных героев которого является канадская певица Аврил Лавин. Первый том вышел в свет 10 апреля 2007 года, второй — 3 июля 2007.

## Сюжет

### Том 1
Сюжет разворачивается вокруг девочки-подростка Ханы. Она одинока и не популярна среди одноклассников. Большую часть свободного времени Хана проводит в Интернете, создавая себе «разные классные, умные, сексуальные и популярные альтер эго.» Её «лучший друг» — воображаемая Аврил Лавин, которая также изображает совесть Ханы. Став абсолютно психологически изолированной от мира и окружающих, Хана случайно находит в Интернете сайт www.make5wishes.com, который предлагает исполнить пять желаний всего за $19.95. От отчаяния Хана размещает заказ, и через несколько дней получает небольшую посылку. Хана открывает коробку и из неё появляется небольшое демоническое существо. Оно объясняет Хане, как действует исполнение желаний. Когда Хана загадывает первые желания, они исполняются совсем не так, как бы ей хотелось, приводя к непредвиденным и нежелательным последствиям, например вызывает слабоумие у старика, с которым Хана «не хотела бы больше никогда заговорить». Кроме того, демон проказничает, рассылая за спиной у Ханы e-mail’ы людям, с которыми она общается в интернете, создавая из-за этого различные запутанные ситуации.

### Том 2
История продолжает линию 1 тома, рассказывая о том, как исполнение желаний Ханы ведут к неожиданным и неприятным последствиям для неё и её близких. Хана, изначально подружившись с демоном, и назвав его Ромео, теперь начинает проявлять в его отношении недоверие и гнев. Пережив взрыв в школе, который убивает учителя и нескольких учеников, Хана загадывает новое желание: чтобы все любили её. Однако и это желание было исполнено с подвохом и приносит беду. Не желая больше неприятностей, Хана запирает демона в коробке, но у неё остается последнее желание, которое она заказывает без всяческих раздумий: встретить настоящую Аврил Лавин. Когда одноклассники приглашают Хану на костюмированную вечеринку, она решает прийти в образе Аврил, одевшись и загримировавшись она видит в зеркале Аврил Лавин вместо себя. Она понимает, что Ромео вновь провёл её. На вечеринке Хана разговаривает с незнакомкой, которой нравится её образ и вид. Ромео вновь пытается навредить, и Хана решает избавиться от демона и коробки, прыгая вместе с коробкой с моста в реку, однако Ромео исчезает. Вернувшись, Хана видит, что все шокированы — незнакомка, с которой Хана разговаривала до этого снимает парик и оказывается настоящей Аврил Лавин.

## Темы
Комикс затрагивает проблемы современных подростков: взаимоотношения с родителями и другими членами семьи, эскапизм, отчаяние и взросление на примере главной героини Ханы.